# São Julião e Silva
São Julião e Silva (llamada oficialmente União das Freguesias de São Julião e Silva) es una freguesia portuguesa del municipio de Valença, distrito de Viana do Castelo.

## Historia
Fue creada el 28 de enero de 2013 en aplicación de una resolución de la Asamblea de la República de Portugal promulgada el 16 de enero de 2013 con la unión de las freguesias de São Julião y Silva, pasando su sede a estar situada en la antigua freguesia de São Julião.

## Demografía
| Gráfica de evolución demográfica de São Julião e Silva entre 2011 y 2021 |
|                                                                          |
| Datos según el nomenclátor publicado por el INE portugués.               |